# Umm Al Quwain Airport
Umm Al Quwain Airport (ICAO: OMUQ) is een omtrent 2009 gesloten luchthaven bij Umm al-Qaiwain, de hoofdstad van het gelijknamige emiraat in de Verenigde Arabische Emiraten. 
De luchthaven is gesloten, maar vanuit de lucht zijn nog steeds de twee startbanen te zien. Op de grond vindt men een halfvergane Iljoesjin Il-76, die ooit het eigendom was van de broer van Viktor Bout.